# Les Revenants
Les Revenants è una serie televisiva francese creata da Fabrice Gobert e trasmessa a partire dal 26 novembre 2012. È un adattamento del film Quelli che ritornano di Robin Campillo uscito nel 2004.

## Trama
In un piccolo paese di montagna, alcune persone morte da qualche tempo ritornano in vita: Camille, un'adolescente morta in un incidente d'autobus, Simon, un giovane suicidatosi il giorno del suo matrimonio, Louis alias Victor, un bambino che non parla e molti altri. I "redivivi" cercano di tornare alle proprie vite come se nulla fosse successo, ma, nel frattempo, si verificano degli strani fenomeni: si interrompe spesso la corrente, si abbassa il livello dell'acqua della diga del paese, appaiono strane ferite sui corpi dei vivi e dei morti.

## Episodi
| Stagione         | Episodi | Prima TV Francia | Prima TV Italia |
| ---------------- | ------- | ---------------- | --------------- |
| Prima stagione   | 8       | 2012             | 2014            |
| Seconda stagione | 8       | 2015             | 2015            |

## Produzione

### Riprese
La serie è stata girata nei dintorni di Annecy, principalmente a Seynod, Poisy, Cran-Gevrier, Sévrier (qui si trova il Pub The Lake, che ha davvero questo nome), Annecy-le-Vieux (le scene della casa dove Adèle vive con la figlia e con Thomas), Veyrier-du-Lac e sul monte Semnoz. La casa dei signori Séguret, i genitori di Camille, si trova a Menthon-Saint-Bernard, dall'alto della cui fortezza si scorge il lago di Annecy; le scene subacquee sono state girate nell'invaso di Capodacqua presso Capestrano, in provincia di L'Aquila, uno dei punti di immersioni più belli d'Italia. La diga mostrata è quella di Tignes.
La prima stagione è stata girata tra l'aprile ed il maggio del 2012, e diffusa su Canal+ a partire da novembre.
Le riprese della seconda stagione sono iniziate nel mese di settembre 2014, con una diffusione prevista nel 2015.

## Personaggi
I cinque Revenants
- Camille Séguret, 15 anni, è morta nel 2008 in un incidente automobilistico che ha causato 38 vittime presenti su un autobus.
- Serge, assassino seriale morto nel 2005, è stato ucciso dal fratello Toni per evitare che continuasse la serie di omicidi; appena ritornato in vita assale Lucy Clairsene nello stesso sottopassaggio dove aveva accoltellato Julie Meyer.
- Simon Delaitre, 23 anni, morto nel 2002, il giorno in cui avrebbe dovuto sposarsi con Adèle; lei crede che si sia trattato di un incidente automobilistico ma in realtà si è tolto la vita.
- Viviane Costa, 45 anni, moglie del professor Costa; morta 34 anni fa, lei talvolta dice di fame dopo l'inondazione, oppure uccisa da rapinatori o suicida. In realtà è morta cadendo in un lago ghiacciato mentre inseguiva il suo cane.
- Victor, bambino di otto anni circa, morto 35 anni fa, assassinato con un colpo di pistola insieme alla madre, poco dopo la rottura della vecchia diga; Victor è il nome che gli dà Julie, in realtà durante un flashback si scopre che si chiama Louis.

La famiglia Séguret e i loro conoscenti
- Jérôme Séguret, marito di Claire, dalla quale si è separato dopo la morte di Camille.
- Claire Séguret, moglie di Jérôme, dopo la separazione ha iniziato una storia con Pierre Tissier.
- Léna Séguret, 19 anni, sorella gemella di Camille.
- Pierre Tissier, gestisce “Mano tesa”, la casa di accoglienza solidale; ha una relazione con Claire; il suo atteggiamento è ambiguo, malgrado dimostri di avere fede in una vita ultraterrena, tiene un arsenale di armi da guerra nei sotterranei.
- Frédéric, il ragazzo di Léna; quattro anni fa Camille ne era innamorata.
- Lucho, amico di Léna e Frédéric.
- Sandrine, volontaria a “Mano tesa”, è madre di un'altra delle ragazzine morte nell'incidente del bus; non crede che il ritorno di Camille sia un bene.

Adèle Wether e conoscenti
- Adèle Werther, avrebbe dovuto sposarsi con Simon Delaitre, oggi è fidanzata con Thomas; in passato ha cercato a sua volta di togliersi la vita.
- Thomas, capitano della Gendarmeria, fidanzato di Adèle.
- Chloé, 9 anni, figlia di Adèle e Simon.
- Padre Jean-François, sacerdote.

Julie Meyer e conoscenti
- Julie Meyer, infermiera, ospita in casa Victor, che la crede la «fata» promessa da sua madre prima di morire; nel 2005 è stata vittima dell'assassino seriale ma è sopravvissuta alle coltellate.
- Laure, tenente della Gendarmerie, ha avuto una relazione con Julie.
- Mlle Payet, abita sullo stesso pianerottolo di Julie.
- Michel Costa, professore in pensione, vedovo di Viviane Costa.

Toni e i suoi conoscenti
- Toni, gestisce il pub The Lake, è il fratello di Serge.
- Lucy Clairsene, cameriera nel Pub, è arrivata in città un anno fa; da allora ha una relazione con Jérôme Séguret; viene accoltellata da Serge quando ritorna in vita. Quando fa l'amore con un uomo, lo mette in contatto con i suoi cari che sono morti. Negli ultimi episodi, diventa la portavoce dell'Orda.

Altri personaggi
- Xavier, volontario a Mano tesa.
- Anna Koretzky, madre di uno dei giovani morti nell'incidente del bus.
- Joseph Koretzky, marito di Anna.
- Mickael, gendarme.

## Accoglienza e riconoscimenti

### Critica
La serie è stata accolta con entusiasmo, in quanto riprende il genere fantascientifico, pur mantenendosi lontana sia dai precedenti cinematografici, sia dalle classiche serie sui morti viventi. Alcuni notano una certa somiglianza con le atmosfere angoscianti della serie I segreti di Twin Peaks di David Lynch.
Alla prima messa in onda, Les Revenants ha registrato 1,4 milioni di telespettatori, un numero elevato visto che Canal+ è un canale a pagamento. Gli otto episodi sono stati seguiti da una media finale di 1 445 000 telespettatori, registrando un indice di ascolto del 23,3% degli abbonati a Canal+. Les Revenants è la creazione originale di maggior successo della rete.

### Premi
- International Emmy Awards 2013 : Miglior serie televisiva drammatica.
- Nomination British Academy Television Awards 2014: Miglior serie internazionale.
- Globe de Cristal 2013: Miglior serie televisiva.
- Peabody Award 2013.
- Nomination Premio Bram Stoker alla sceneggiatura 2013: per l'episodio L'orda.
- Prix Export TV France International 2013: Miglior fiction.
- Premio Sindacato francese della critica cinematografica 2013: Miglior serie francese.
- Nomination 18ª edizione dei Satellite Awards: Miglior serie tv di genere.
- Nomination 30th TCA Awards: Outstanding Achievement in Movies, Miniseries and Specials.

## Colonna sonora
Le musiche sono interamente composte dal gruppo scozzese Mogwai.

## Remake
Nel maggio del 2013 è stato annunciato lo sviluppo di un adattamento della serie in lingua inglese da parte di Paul Abbott e FremantleMedia. Nel settembre del 2013 è stato reso noto che Abbott non era più coinvolto nel progetto, che sarebbe invece stato sviluppato da A&E. Nell'aprile del 2014, A&E ha annunciato la messa in onda di 10 episodi, con Carlton Cuse e Raelle Tucker come produttori esecutivi. La serie, intitolata The Returned, ha debuttato il 9 marzo 2015 ed è stata cancellata dopo una sola stagione.